# فرانكنشتاين (فلم 1931)
فرانكنشتاين (بالإنجليزية: Frankenstein) فيلم دراما، ورعب، وخيال علمي أمريكي صدر عام 1931 للمخرج جيمس ويل. الفيلم مقتبس من مسرحية عام 1927 لبيغي ويبلينج، والتي استندت بدورها إلى رواية فرانكنشتاين لعام 1818 لماري شيلي. الفيلم من بطولة كولين كلايف، وماي كلارك، وبوريس كارلوف.
من أجل تجميع كائن حي من أجزاء الأجسام، والمخلوق الناتج هو وحش فرانكنشتاين.
حقق الفيلم نجاحًا تجاريًا عند صدوره، ولاقى استقبالًا جيدًا من النقاد والجمهور، وأنتج عددًا من التتابعات والعروض الفرعية، وكان له تأثير كبير على الثقافة الشعبية، حيث أن صورة المساعد الأحدب وأيضاً صور وحوش فرانكنشتاين، أصبحت أيقونيةً ومبدعًة، وفي عام 1991، اختارت مكتبة الكونغرس بالولايات المتحدة «فرانكنشتاين» للاحتفاظ به في السجل الوطني للأفلام باعتباره «مهمًا ثقافيًا أو تاريخيًا أو جماليًا».

## طاقم التمثيل
كولين كلايف: في دور هنري فرانكنشتاين
ماي كلارك: في دور إليزابيث لافينزا
جون بولز: في دور فيكتور موريتز
بوريس كارلوف: في دور الوحش
إدوارد فان سلون: في دور دكتور والدمان
فريدريك كير: في دور البارون فرانكنشتاين
دوايت فراي: في دور فريتز
ليونيل بيلمور: في دور هير فوجل (العمدة)
مارلين هاريس: في دور ماريا الصغيرة
مايكل مارك: في دور لودفيج (والد ماريا)

## أحداث الفيلم
يعزل الدكتور هنري فرانكنشتاين نفسه، مع مساعده فريتز، عن عائلته وأصدقائه وزملائه، بما في ذلك والده الثري بارون فرانكنشتاين، ومعلمه الدكتور والدمان، وصديقه المقرب فيكتور موريتز، وخطيبته إليزابيث، التي كان من المفترض أن يتزوجها قريبا. لا يعرف الجميع ما يفعله الدكتور فرانكنشتاين ومساعدة فريتز. يقوم فرانكشتاين بالعمل على مشروع سري، باستخدام أجزاء مختلفة من جثث، يقوم بتجميعها لينتج إنسان، يكون أهم عنصر فيه هو الدماغ. الهدف النهائي لفرانكشتاين هو إظهار أنه قادر على جعل هذا المخلوق يصبح على قيد الحياة. يعتقد فرانكنشتاين ان جوهر عمله ليس إعادة إحياء شخص ميت، بل صنع إنسان حي، لأن هذا المخلوق لم يكن إنسانًا في البداية. يحقق فرانكشتاين حلمه، ويعتقد أصدقاؤه وعائلته وزملاؤه، وخاصة الدكتور والدمان، أنه يسير في منطقة خطرة لخلق ما يعتقدون أنه وحش، ليس فقط بسبب طبيعة المشروع نفسه، ولكن لأن المخ المستخدم، الذي سُرق من مختبر والدمان الخاص، كان «غير طبيعي» من حيث أنه ينتمي إلى مجرم. يتأصل الشر في الكائن الحي نتيجة لما يتعلمه، بما في ذلك كيفية معاملته، أكثر من أي شر متأصل في داخله بسبب الدماغ. تؤثر الأحداث على زواج فرانكشتاين وإليزابيث.
يعيد البارون فرانكشتاين ابنه إلى رشده، الذي يوافق أخيراً على ضرورة تدمير الوحش بطريقة إنسانية، وقبل أن يتمكنوا من ذلك، يهرب الوحش، ويقتل فتاة صغيرة، وينتفض القرويون عازمين على تدمير المخلوق القاتل.

## الإنتاج والإصدار

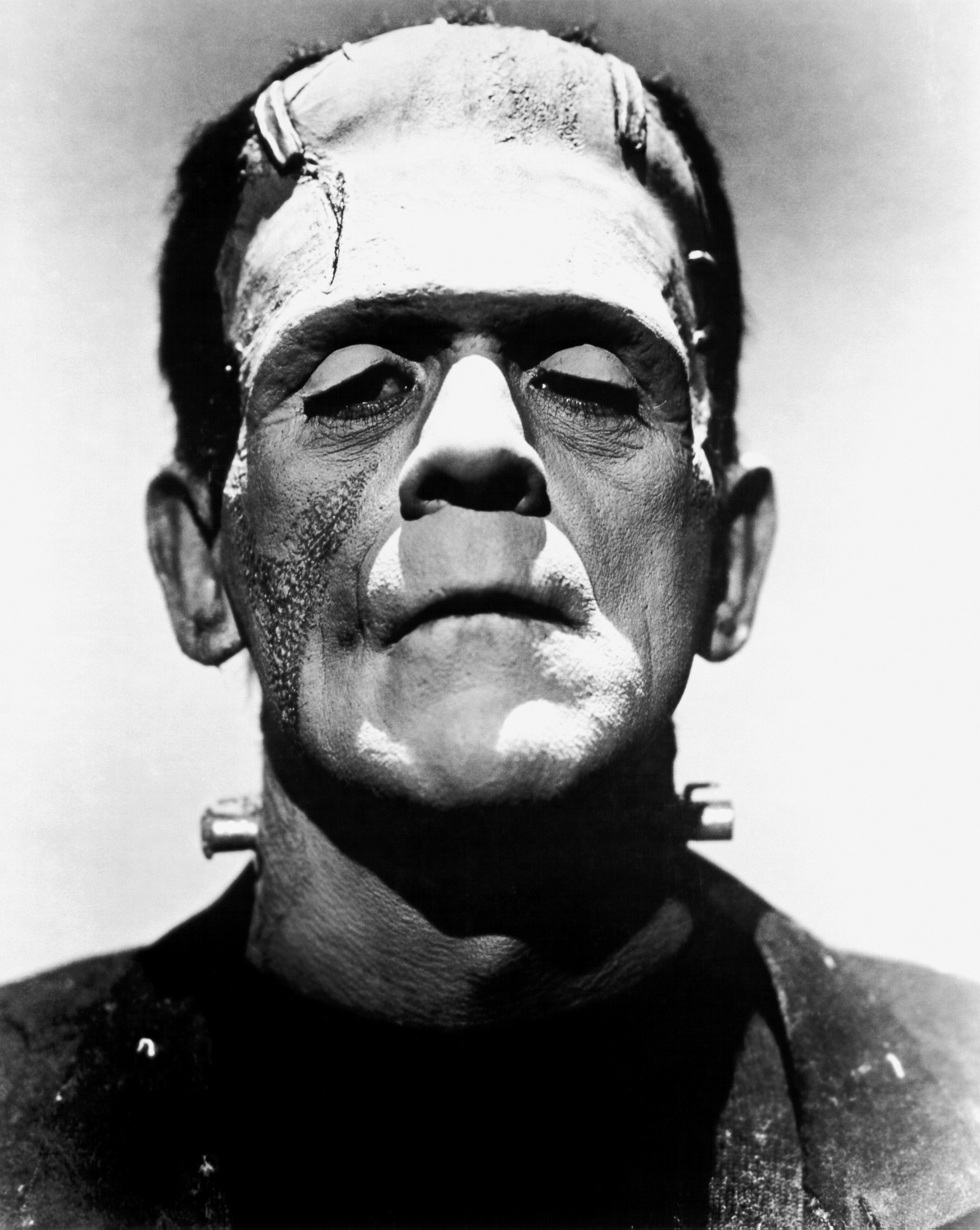
وحش فرانكشتاين

خسرت شركة استوديوهات يونيفرسال في عام 1930، 2.2 مليون دولار من العائدات، وفي غضون 48 ساعة من افتتاح الفيلم في دار عرض روكسي بنيويورك في 12 فبراير 1931، باع الفيلم 50000 تذكرة، مما أدى إلى زخم بلغ ذروته في ربح 700000 دولار، وهو أكبر إصدارات يونيفرسال لعام 1931. نتيجة لذلك، أعلن رئيس الإنتاج، كارل لايمل جونيور، عن خطط فورية لمزيد من أفلام الرعب.

## استقبال الفيلم
نجح الفيلم نجاحاً تجارياً كبيراً، حيث حقق في يونيو 1932، إيجارات بلغت 1.4 مليون دولار، وفي عام 1943، ذكرت شركة يونيفرسال أنها حققت ربحًا قدره 708,871 دولارًا. بحلول عام 1953، حققت جميع إصدارات فرانكنشتاين ربحًا تقديريًا قدره 12 مليون دولار.
قدم الناقد السينمائي مورداونت هول من صحيفة نيويورك تايمز تقييمًا إيجابيًا للغاية لفرانكنشتاين، حيث كتب: «الفيلم أحدث الكثير من الإثارة في دار عرض ماي فير أمس لدرجة أن الكثير من الجمهور ضحكوا لتغطية مشاعرهم الحقيقية».
كما أشادت الصحيفة اليومية السينمائية الأمريكية «فيلم ديلي Film Daily» بالفيلم، واصفة إياه بأنه: "دراما مروعة ومثيرة للقشعرير ة، تم إنتاجها بذكاء وبذخ وبدرجة تصوير رائعة". كتبت مجلة فارايتي: «الفيلم يلامس ذروة جديدة في أفلام الرعب... أداء كارلوف تمثيل رائع من السحر»، وأشادت المجلة أيضًا بمظهر الفيلم باعتباره جديرًا بالثناء بشكل فريد، ووصفت التصوير الفوتوغرافي بأنه «رائع» والإضاءة «الكلمة الأخيرة في الإبداع، نظرًا لأن معظم اللقطات تتطلب تأثيرًا خافتًا أو ليليًا والتلاعب بالظلال لتكثيف شبحية الغلاف الجوي».
كان جون موشر، من المجلة الأمريكية الأسبوعية نيويوركر، أقل حماسة حيث وصف الفيلم بأنه «نجاح معتدل» وكتب أن «قسم المكياج انتصر وخصوصاً في مكياج الوحش، وهنا تكمن إثارة الصورة، لكن الخيال العام يفتقر إلى الحيوية التي كانت تلك السيدة الصغيرة بي بي شيلي قادرة على إضافته لكتابها».
تم حظر الفيلم في الصين بسبب إدراجه ضمن فئة «الأفلام الخرافية» نتيجة غرابته وعناصره غير العلمية.
استمر فيلم فرانكشتاين في تلقي الإشادة من النقاد، ويعتبر على نطاق واسع أحد أفضل الأفلام لعام 1931، بالإضافة إلى أنه أحد أعظم الأفلام على الإطلاق.
منح موقع الطماطم الفاسدة الفيلم تقييم مقداره 100% بناء على آراء 46 ناقد سينمائي، وكتب إجماع الموقع: «لا يزال فرانكنشتاين يثير القلق حتى يومنا هذا، ويستكشف ببراعة الخط الرفيع بين العبقرية والجنون، ويظهر أداء بوريس كارلوف الأسطوري المخيف باعتباره الوحش».
اختير الفيلم في عام 1991، للحفظ في السجل الوطني للسينما بالولايات المتحدة باعتباره «مهمًا ثقافيًا أو تاريخيًا أو جماليًا»، وفي عام 2004، أدرجت صحيفة نيويورك تايمز الفيلم على قائمة أفضل 1000 فيلم على الإطلاق.
حصل فرانكنشتاين أيضًا على تقدير من المعهد الأمريكي للسينما، حيث تم تسميته في المرتبة 87 على قائمة «100 عام... 100 فيلم». تم تصنيف عبارة "إنه حي.. إنه حي" التي وردت في الفيلم، على أنها عبارة تحتل المركز 49 على قائمة "أعظم العبارات المقتبسة في السينما الأمريكية.
كان الفيلم مدرجًا في الاقتراع للعديد من قوائم معهد الفيلم الأمريكي، بما في ذلك قائمة أفضل 10 أفلام خيال علمي، وقائمة «100 عام... 100 فيلم» (لإصدار الذكرى العاشرة)، ومرتين على قائمة «100 عام... 100 بطل وشرير» لكل من هنري فرانكنشتاين والوحش. احتل الفيلم المرتبة 56 على قائمة «100 عام... 100 إثارة» وهي قائمة بأكثر الأفلام إثارة للقلق في أمريكا، كما احتل المرتبة رقم 27 في أكثر 100 فيلم رعبًا حسب المحطة التلفزيونية الأمريكية «برافو». صنفته جمعية شيكاغو لنقاد السينما على أنه الفيلم الرابع عشر الأكثر رعباً على الإطلاق.

## روابط خارجية
- مقالات تستعمل روابط فنية بلا صلة مع ويكي بيانات